# Valentín de Olano
Valentín de Olano y Orueta (Azcoitia, Guipúzcoa, 3 de noviembre de 1808 – caserío Olatza, Albístur, Guipúzcoa, 27 de junio de 1851) fue una personalidad política guipuzcoana de origen alavés que ocupó diversos cargos de responsabilidad como diputado general de tanda (1834), alcalde de Azcoitia (1840) o diputado en Cortes en las legislaturas de 1840, 1841 y 1844.

## Biografía

### Familia[2]y estudios
Su padre, Juan Francisco Olano, teniente de navío de la Marina española, compañero de estudios y amigo del célebre marino Cosme Damián Churruca. Su madre, Leona Orueta Gardoqui, de familia ilustre vizcaína, sobrina carnal del cardenal Gardoqui. Valentín Olano inició estudios de Humanidades en 1820 en el Real Seminario de Vergara, trasladándose en 1825 a Salamanca para cursar la carrera de Derecho. El 6 de noviembre de 1825 entró como pensionista en el colegio de Santa María de los Ángeles, donde permaneció hasta el 5 de noviembre de 1832. Cerrada la universidad en 1830, obtuvo permiso para continuar residiendo en aquella ciudad a fin de concluir su carrera, asistiendo en privado a cursos impartidos por los mismos catedráticos universitarios, superándolos el 10 de enero de 1832. Permaneció luego un año en Valladolid con objeto de perfeccionarse en la práctica forense. El 22 de abril de 1833 recibió el título de abogado de los Reales Consejos.

### En Azcoitia 1834
Tras regresar a su localidad natal, en la Junta General de Tolosa de 1834 fue nombrado diputado general de tanda (Azcoitia), designación que habían alcanzado con anterioridad miembros de la familia ya que los Olano pertenecían al patriciado rural que participaba de la vida pública local y de la autoridad provincial. Su padre desempeñó el cargo de diputado general de tanda en 1809.

### “Seis años de emigración" en Vitoria
La historiadora Susana Serrano dice que fue la muerte de su padre y la guerra carlista lo que motivó que abandonara Azcoitia en 1834 y que en compañía de su madre se trasladara a Vitoria, donde ocupó la cátedra de Retórica en la universidad de la capital alavesa. Asimismo Alberto Martínez Artola precisa que en dicha institución fue moderante de la academia de oratoria. Abandonando sus labores docentes, pasó a ocuparse de la secretaría de la Diputación de Álava durante los años de la contienda carlista. Tras “seis años de emigración”, como él lo expresara, regresó a Guipúzcoa.

### Cargos políticos en Guipúzcoa
En la Junta de Azcoitia de 1840 fue nombrado comisionado, junto a Francisco Palacios, Ladislao Zavala y Esteban Hurtado de Mendoza, entre otros, para informar del nombramiento de jefe político en esta provincia, declarado antiforal. En 1841 se puso al frente de la alcaldía de Azcoitia. En 1844 fue designado diputado general adjunto primero en la Junta de Azpeitia, así como comisionado para el arreglo de los fueros junto a Ascensio Ignacio Altuna. Dos años más tarde, en Azcoitia, admitido Asesor presidente de la Junta, era propuesto de nuevo diputado general de tanda de dicha villa, y lo mismo en 1849, en las Juntas Generales de Fuenterrabía, donde fue nombrado comisionado para asuntos forales en compañía del conde de Corres.

### Parlamentario en las Cortes españolas
Fue diputado en Cortes en las legislaturas de 1840, acudiendo en reemplazo de Pedro Egaña, de 1841 y de 1844. Figuró como candidato en las elecciones al Senado de 1840. Participó en el Congreso en diversas comisiones pero su actividad parlamentaria se centró, en torno a los años 1840-1841 en apoyo a las tesis foralistas, en oposición a los proyectos de arreglo de los fueros presentados por los liberales progresistas.

### El discurso del 26 de marzo de 1840 en el Congreso de los Diputados
Valentín Olano era “el hombre de un solo discurso”, como le calificó Carmelo de Echegaray. Unido a su nombre va el discurso que pronunció en el Congreso el 26 de marzo de 1840, intervención por la que ha pasado a la historia del parlamentarismo del siglo XIX. Se debatía entonces la contestación al discurso del trono, en el que se hacía alusión directa a la tarea de adaptar los fueros vascos a la constitución en cumplimiento del artículo segundo de la ley de 25 de octubre de 1839. La idea de reforma que se intuía en su párrafo sexto, impulsó a Olano a intervenir a favor de la foralidad vasca. Reclamaba estos privilegios y libertades como fruto de la tradición y de la costumbre, sin que pudiera ser interpretado como un desacato a la Corona, a la que los vascos habían profesado muestras de lealtad en el transcurso de la historia. Opuesto a la centralización administrativa, “que acaba con tantos nobles recuerdos y mata todo espíritu local, todo sentimiento histórico popular”, abrigaba la idea de la reconciliación plasmada en el Abrazo de Vergara, que aspiraba a revivir con la participación de los diputados vascos en el Congreso, y del respeto al trono. Propuso el modelo político de Inglaterra, ejemplo a seguir frente a Francia. En esta, la Convención Nacional había seguido la máxima de “coger un cuchillo y trinchar el país a su gusto”, en aquella, sin embargo, había prevalecido “el principio de edificar sobre lo existente y de respetar lo establecido”. Recordó a escoceses e irlandeses, fieles a sus tradiciones y costumbres y capaces de aunar “en ellos nacionalidad y provincialismo”. Trató de demostrar que sobre los fueros “se puede sostener muy bien la libertad, sin que se nos diga que somos de la Edad Media, que nuestras libertades son cartas-pueblas y otras vulgaridades semejantes”. Su discurso provocó la ovación y el aplauso de los allí congregados. Las muestras de adhesión y acogida no se hicieron esperar en el territorio vasco. Las respectivas Diputaciones repartieron por los pueblos circulares que reproducían las palabras de Olano. Eco del mismo se dejó oír en varios periódicos de Madrid y aún de Paris.

### Fallecimiento
En 1851 fue reclamado para formar parte de la comisión encargada de transmitir los intereses de Guipúzcoa con motivo de la modificación de los fueros que proyectaba Bravo Murillo. Días después, el 27 de junio, le sobrevenía la muerte en el camino de regreso de Tolosa a Azcoitia, en Albístur. El fallecimiento de Olano revivió su célebre discurso, recordado en la necrológica que Pedro Egaña le dedicó en La España (6-7-1851): “¡Ya no existe!... Aquella voz elocuente y generosa que conmovía a los Argüelles y a los Martínez de la Rosa, a los Cortinas y a los Mon no volverá a sonar más en defensa de las patriarcales costumbres y de las antiquísimas libertades de su país!”.
Se le dio sepultura en el cementerio, y todavía hoy en su panteón familiar se puede contemplar una lápida que le recuerda con la siguiente inscripción: Hemen dugu Valentin de Olano, Euskal Herriaren alde saiatu zen lege gizon, hizlari ospetsu eta foru zale haundia. 1808-1851.